# Kananga
Kananga (dříve nazývaná Luluaburg, Luluabourg nebo Luluagare) je velkoměsto v Demokratické republice Kongo a hlavní město provincie Kasaï-Central. Německý podnikatel Hermann von Wissmann zde roku 1885 založil stanici Luluaburg. Na železnici byla napojena roku 1927, a od té doby původně malá osada rychle roste. Diktátor Mobutu Sese Seko ji v roce 1966 přejmenoval na současné jméno v rámci svých snah o afrikanizaci země. V okolí se pěstuje obilí a těží diamanty.